# Галова нематода південна
Галова нематода південна (Meloidogyne incognita) — вид нематод родини гетеродерових (Heteroderidae).

## Поширення
Нематода галова південна широко поширена по всьому світу і зустрічається в багатьох різних типах ґрунтів.

## Спосіб життя
Паразитує у коренях трав'яних рослин. На коренях утворюються гали. Провідні судини кореня закупорюються, що перешкоджає надходженню в рослину води і поживних речовин. У зв'язку з цим пошкоджені рослини відстають у рості, в'януть, а згодом передчасно відмирають. Нематода може пошкоджувати понад 3000 видів рослин.

## Розмноження
Самиця відкладає яйця у гали. В одній кладці до 2000 яєць. Яйця дуже малі, до 0,01 мм в діаметрі, ниркоподібні. Зимуючі яйця знаходяться в оболонці.